# Acanthogorgia hedlundi
Acanthogorgia hedlundi is een zachte koraalsoort uit de familie Acanthogorgiidae. De koraalsoort komt uit het geslacht Acanthogorgia. Acanthogorgia hedlundi werd in 1931 voor het eerst wetenschappelijk beschreven door Aurivillius. 